# Шрусбері Таун
Шрусбері Таун (англ. Shrewsbury Town) — професіональний футбольний клуб, що базується в місті Шрусбері, Шропшир, Англія. Клуб виступає в Лізі один, третій ярус системі англійської футбольної ліги.

## Історія
Клуб був заснований в 1886 році і був зарахований до футбольної Ліги в 1950 році. Клуб вже змагався в кожному з трьох нижніх ярусів футбольної ліги, на додаток один сезон провів у Прем'єр-конференції в 2003-04. Він також змагався в Кубка Уельсу, вигравши його шість разів, що є рекордом для англійської команди.
Між 1910 і 2007 роками клуб базувався на Гей-Луйд на берегах річки Северн; починаючи з 2007 року, клуб зіграв на Нью мідов (Новому Лузі), 4 категорії стадіону УЄФА місткістю 9 875 чоловік.

## Досягнення
- Володар Кубка Уельсу (6): 1891, 1938, 1977, 1979, 1984, 1985
  - Фіналіст Кубка Уельсу (3): 1931, 1948, 1980
- Півфіналіст Кубка Футбольної ліги (1): 1961